# Пестум
Пестум или Пест (Paestum; Pesto; Capaccio-Paestum) e археологически обект в Италия, включен в Списъка на ЮНЕСКО за световното културно и природно наследство.
Намира се в община Капачио в провинция Салерно, Кампания, Италия. Намира се на 85 км югоизточно от Неапол.
Градът е основан с името Poseidonia около 600 пр.н.е. от гърците от Сибарис.
През 400 г. пр. Хр. е завладян от луканите и те го наричат Paistos.
През 273 г. пр. Хр. става латинска колония с името Paestum
През ХІ век жителите се преселват заради заблатяването му и опасността от малария нагоре и основават Капачио.